# Maria Schell
Maria Margarethe Anna Schell (Viena, Primera República de Austria, 15 de enero de 1926-Preitenegg, Austria, 26 de abril de 2005) fue una actriz de teatro, cine y televisión austríaca. Su carrera actoral comenzó en 1942 cuando, sin experiencia previa alguna, actuó en la película Der Steinbruch (La cantera) del director Sigfrit Steiner. Fue una de las pocas actrices del ámbito germanoparlante que alcanzó fama mundial. La llamaban el "ángel rubio", debido a su rostro luminoso y sus ademanes melodramáticos de niña inocente y sentimental.
Alcanzó fama internacional en 1954 al recibir el premio a la mejor actriz en el Festival Internacional de Cine de Cannes por su participación en la película antibelicista El último puente de su compatriota Helmut Kaeutner, y posteriormente actuó en algunas grandes producciones como Los hermanos Karamázov de Richard Brooks, así como en numerosas comedias románticas.
En la década del 1960 trabajó en el teatro y la televisión alemanas, e incluso llegó a trabajar en este último medio con su hija Marie-Therese Relin.

## Biografía
Hija del escritor y dramaturgo suizo Ferdinand Hermann Schell y de la actriz austríaca Margarete Schell, se crio en Suiza desde 1938, cuando la familia huyó del régimen de Hitler. Era hermana del también actor Maximilian Schell (1930-2014). Estudió en un colegio religioso de Colmar (Alto Rin, Francia) y cursó estudios de teatro en la Escuela de Arte Dramático de Zúrich, Suiza, mientras trabajaba como secretaria para pagárselos.
Debutó en el cine como actriz como Gritli Schell en 1942 en Der Steinbruch (La cantera), del realizador Sigfrit Steiner, y volvió a actuar después de la guerra. Su interpretación en Der Engel Mit Der Posaune (The Angel with the Trumpet) (1948) la llevó a Gran Bretaña, donde en 1952 en So Little Time, de Compton Bennett tuvo un papel protagónico de la clase que devendría su marca de fábrica. Personificaba a una aristócrata belga que se enamoraba de un coronel alemán de las fuerzas de ocupación, pero resultó demasiado melancólica para el público de postguerra.
Luego en El revés de la trama, basada en la magistral novela de Graham Greene, de nuevo aparecería felizmente enamorada, esta vez de un oficial de policía católico de servicio en África, en lo que fue, pese a tener un final de compromiso, su mejor trabajo junto con el realizado en El último puente (Die Letzte Brücke). En esta película austro-yugoslava hace un intenso retrato de una enfermera alemana capturada por guerrilleros yugoslavos que se va solidarizando con su causa.
Trabajó en el cine alemán en varias películas en las que formó pareja junto a O.W. Fischer durante la década de 1950. Como muchos actores, Maria Schell, fue atraída hacia películas habladas en inglés, que eran nuevas versiones de filmes europeos exitosos. En su caso fue una adaptación, Angel With a Trumpet (1950), cuyo original ella había hecho dos años antes en Austria.
Actuó luego en el papel de la hija en la película pionera de William Friese-Greene el filme estelar La caja mágica en 1951.
Después de dos años de mucho trabajo, incluida su actuación en el ambicioso filme Napoleón de Sacha Guitry de 1955, obtiene un importante éxito en el papel principal del filme Gervaise, la quinta versión fílmica de L'Assommoir de Émile Zola. Su personificación de la lavandera transformada en empresaria que se hunde en el alcoholismo, mereció el premio Volpi en el Festival Internacional de Cine de Venecia, aunque algunos críticos dijeron que había una sobrevaloración de la técnica en su desgarradora interpretación.
Destinada al parecer a la frustración en el amor y en la vida, actuó en 1957 en Noches blancas de Luchino Visconti, la primera de las tres versiones de la amarga historia de amor de Fiódor Dostoievski, en el papel de Natalia, que desecha al joven que está embelesado por ella, en tanto sueña con el eventual regreso de su atractivo pero fugaz amante.
Su pintura de la mujer desesperanzada alcanzó nuevas alturas al año siguiente cuando encabezó una adaptación de la historia de Guy de Maupassant, Une vie, de Alexandre Astruc, encarnando a la aristocrática Jeanne, que imprudentemente se casa con un atractivo mujeriego. Cuando enviuda, se queda con su hijo y los recuerdos de una relación amorosa. Schell aporta su acostumbrada inteligencia e intensidad a la película, pero algunos críticos condenan ésta y otras actuaciones como cubiertas por una "dulzura empalagosa".
Se trasladó a los Estados Unidos para el rodaje de su cuarta película: Los hermanos Karamazov (1958), dirigida por Richard Brooks —cuarta versión cinematográfica de la obra homónima del escritor ruso Fiódor Dostoyevski—, en la que personificó a Grushenka. El papel, codiciado por Marilyn Monroe, lo cubrió en consonancia con el resto de su producción, pero no alcanzó el nivel de su siguiente película en 1959, el western El árbol del ahorcado donde nuevamente interpretó a una sufriente heroína, temporalmente ciega, y atendida por un dedicado médico, mientras estaba a merced de rudos vaqueros. Su vulnerabilidad y su voz plañidera acentuaban el drama, pero el clásico western resultó no más popular que el siguiente filme Cimarrón, dirigido por Anthony Mann.
Se adaptó mejor en la nueva versión para televisión de Ninotchka. Pero quizás el nivel interpretativo de Greta Garbo era difícil de alcanzar, y así terminó su breve pero ajetreada temporada en Estados Unidos.
Schell volvió a Gran Bretaña para una de las mejores y más polémicas películas de su larga carrera Hombre marcado, de Guy Green, protagonizada por Stuart Whitman como un aparentemente reformado pedófilo que comienza una relación con una viuda que tiene una joven hija. La prensa intrusista y un preocupado siquiatra contribuyen a la tensión dentro de un filme simpático que sería imposible hacer hoy día.
Hacia el fin de una década agitada en la que había actuado, generalmente en primeros papeles, en veinticinco películas en Europa y Estados Unidos con grandes directores como Luchino Visconti, Sacha Guitry, Anthony Mann y Alexandre Astruc; redujo sus compromisos a una película para cine o televisión por año.
De ellas, pocas fueron las que llamaron la atención: en Odessa tuvo la satisfacción de tener un papel importante y trabajar con su hermano Maximilian Schell.
En 1970 actuó en Le Trône de feu (El proceso de las brujas), de Jesús Franco.
Fue una de las innumerables estrellas del filme de 1973, El viaje de los malditos de Stuart Rosenberg, una bien intencionada pero pesada película acerca del SS St Louis, en el que un grupo de refugiados judíos fue embarcado para ponerlos a salvo, solamente para ser rechazados en todos los puertos seguros y tener que volver a Alemania.
Como su hermano Maximilian, María nunca perdió su compromiso con los hechos de la Segunda Guerra Mundial, ni el interés por la literatura clásica. Esa integridad le fue reconocida en 1977 por la Academia de Cine de Alemania con un premio "por su sobresaliente contribución a la industria cinematográfica a lo largo de los años".
Esto tuvo poco efecto en su carrera internacional y, aparte de la televisión, sus apariciones en la pantalla fueron escasas. Entre sus mejores pequeños papeles estuvo el de la SeSpeer en Inside The Third Reich (1982).
Trabajó regularmente en la década de 1990, salvo los períodos en que estuvo enferma, y tres años que tomó como descanso sabático, pero estaba agotada y el público ya no estaba atraído por su emocional, y muy a menudo lacrimosa caracterización de mujeres que eran decididamente no feministas, pero actuó como la matriarca en Der Clan Der Anna Voss, una miniserie en seis partes.
Además de su labor en el cine, trabajó en obras de teatro en Zúrich, Basilea, Viena (Josefstad Theater), Berlín, Múnich (Kammerspiel Theater), en el Festival de Salzburgo y realizó giras por las provincias desde 1963. Entre las obras en las que actuó se encuentran clásicos como Hamlet, de Shakespeare, el Fausto de Goethe junto a piezas modernas como Pigmalión de George Bernard Shaw.
Maria Schell escribió dos libros autobiográficos, Die Kostbarkeit del Augenblicks - Gedanken - Erinnerunge (La delicia del momento - Pensamientos - Recuerdos), en 1985 y ...und wenns's a Katz is! Mein Weg durchs Leben (...aunque sea un gato! Mi camino por la vida), en 1995.
Su última aparición en público se produjo en el estreno de la película documental Mi hermana María, rodada por Maximilian Schell. Se trata de un registro de su vida y carrera en homenaje a la que fuera ícono del cine germano, que se estrenó en enero de 2002, en su patria de adopción, Suiza. El largometraje retrata con cariño los altibajos en la vida de una mujer frágil lanzada a la fama demasiado temprano.
Internada en un hospital de Graz por una pulmonía, falleció a los 79 años de edad, en su lujosa casa de campo en Preitenegg, en la región alpina de Carintia, herencia de sus padres, donde vivía retirada desde hacía años.

## Vida privada
En 1957 se casó con el director Horst Haechler, con el que tuvo su hijo Oliver Haechler, conocido como actor como Oliver Schell, y posteriormente con el actor y director Veit Relin, relación que se extendió durante veintidós años y de la que nació en marzo de 1966 su hija, finalizando ambos matrimonios en divorcio. Sus hermanos Maximilian Schell, Immy y Carl también fueron actores, al igual que su hija Marie Teréese Relin.
En 1991, afectada por depresiones, trató de suicidarse con una sobredosis de barbitúricos y, tras una serie de derrames cerebrales, en 1997 llenó las páginas de la prensa amarilla por un escándalo financiero que no llegó a los tribunales.

## Opiniones
"La considero una figura propia del clasicismo y del romanticismo alemán", comentó Alexander Horwath, director del Museo de Cine de Austria, al recordar que, a diferencia de su compatriota Romy Schneider, María Schell no consiguió escapar a su estigma y nunca se embarcó en proyectos de vanguardia.
Pocas figuras del cine entregaron a través de la pantalla tantas muestras de sufrimiento y dolor. Como si hubiese quedado aprisionada por el veredicto de un destino fatal, a María Schell casi siempre le tocó en suerte convertirse en la representación viva del desconsuelo y en su rostro se repetía una y otra vez el gesto abatido de quien se resignaba a soportar alguna angustia profunda e intransferible.
Vigorosos dramas o rigurosas adaptaciones de grandes tragedias de la literatura encontraron en la sensible expresividad de Schell a la intérprete ideal. Pero al quedar muchas veces encasillada en esos personajes de fuerte acento melodramático, el cine no siempre hizo justicia con las dotes de una actriz que, además, poseía a partir de sus ojos claros, casi transparentes, una rara belleza indigna de ser considerada apenas como la expresión de una tenue esperanza que trata de sostenerse con dignidad por encima de la desgracia.
Su hermano menor, Maximilian Schell, recordaba que cuando él fue galardonado con un Óscar por su interpretación en Judgment at Nuremberg en 1961, los diarios en alemán escribieron que quien había ganado el gran premio había sido "el hermano menor de María Schell".

## Premios y distinciones
Festival Internacional de Cine de Venecia
| Año  | Categoría                        | Película | Resultado |
| ---- | -------------------------------- | -------- | --------- |
| 1956 | Copa Volpi a la mejor actriz     | Gervaise | Ganadora  |
| 1956 | Premio New Cinema - Mejor actriz | Gervaise | Ganadora  |

Festival Internacional de Cine de Cannes
| Año  | Categoría        | Película         | Resultado |
| ---- | ---------------- | ---------------- | --------- |
| 1954 | Mención especial | El último puente | Ganadora  |

- Candidata a los Premios BAFTA como mejor actriz extranjera en 1954 por El revés de la trama.
- Premio Jussi a la mejor actriz extranjera por Die Letzte Brücke en 1955
- Candidata en la Academia Británica de las Artes Cinematográficas y de la Televisión como mejor actriz extranjera en 1956 por Gervaise.
- Premio Bambi de la empresa alemana de medios Hubert Burda Media en 1951, 1952, 1953, 1954, 1955, 1956, 1957 y 1987.
- Premio de honor en 1977 de la Academia del Cine de Alemania por sus sobresalientes continuadas contribuciones al filme alemán a lo largo de los años.
- Premio a la mejor actriz de Verleihung der Goldenen Kamera de Alemania de 1983 por Frau Jenny Treibel (TV) y Der Besuch der alten Dame (TV).
- Premio Bambi a su trayectoria, otorgado en el 2002.